# Cross Border del Este 2009
El Cross Border del Este 2009 fue una edición de este torneo que por única vez se organizó por separado al Cross Border del Oeste 2009, por lo tanto cada uno de estos torneos tuvo un ganador.
Participó una selección nacional afiliada a la Confederación Sudamericana de Rugby (CONSUR) como cabeza de serie; Unión de Rugby del Uruguay y cuatro selecciones provinciales de Argentina afiliadas a la UAR; Unión Cordobesa de Rugby, Unión Entrerriana de Rugby, Unión de Rugby de Rosario y la Unión Santafesina de Rugby.

## Equipos participantes
- Unión de Rugby del Uruguay (Los Teros)
- Unión Cordobesa de Rugby (Los Dogos)
- Unión Entrerriana de Rugby
- Unión de Rugby de Rosario (Los Ñandúes)
- Unión Santafesina de Rugby (Los Sirirí)

## Posiciones
| Pos. | Equipo     | Encuentros | Encuentros | Encuentros | Encuentros | Tantos  | Tantos    | Tantos     | Puntos |
| Pos. | Equipo     | jugados    | ganados    | empatados  | perdidos   | a favor | en contra | diferencia | Puntos |
| ---- | ---------- | ---------- | ---------- | ---------- | ---------- | ------- | --------- | ---------- | ------ |
| 1    | Córdoba    | 4          | 4          | 0          | 0          | 115     | 42        | + 73       | 16     |
| 2    | Rosario    | 4          | 3          | 0          | 1          | 89      | 66        | + 23       | 12     |
| 3    | Santa Fe   | 4          | 2          | 0          | 2          | 58      | 63        | - 5        | 8      |
| 4    | Uruguay    | 4          | 1          | 0          | 3          | 85      | 91        | - 6        | 4      |
| 5    | Entre Ríos | 4          | 0          | 0          | 4          | 39      | 124       | - 85       | 0      |

Nota: Se otorgan 4 puntos al equipo que gane un partido, 2 al que empate y 0 al que pierda

Nota: En esta tabla no están contemplados los puntos bonus
|  | Campeón CB del Este 2009 |

## Resultados

### Primera Fecha
| 7 de febrero | Rosario | 20 - 11 | Santa Fe | cancha de Gimnasia y Esgrima de Rosario, Rosario, Argentina |                                               |
|              |         | Reporte |          | Árbitro(s): Javier Olalla Argentina (Córdoba)               | Árbitro(s): Javier Olalla Argentina (Córdoba) |

| 7 de febrero | Córdoba | 44 - 3  | Entre Ríos | cancha de Jockey Club Córdoba, Córdoba, Argentina |                                     |
|              |         | Reporte |            | Árbitro(s): Gustavo Gerbasi Uruguay               | Árbitro(s): Gustavo Gerbasi Uruguay |

### Segunda Fecha
| 14 de febrero 18:00 | Santa Fe | 3 - 22  | Córdoba | cancha de Santa Fe Rugby Club, Sauce Viejo, Argentina |                                              |
|                     |          | Reporte |         | Árbitro(s): Eugenio Romanini Argentina (URR)          | Árbitro(s): Eugenio Romanini Argentina (URR) |

| 14 de febrero | Uruguay | 28 - 14 | Entre Ríos | cancha del Montevideo Cricket Club, Montevideo, Uruguay |  |
|               |         | Reporte |            |                                                         |  |

### Tercera Fecha
| 18 de febrero | Entre Ríos | 9 - 25  | Santa Fe | cancha del Club Estudiantes de Paraná, Paraná, Argentina |                               |
|               |            | Reporte |          | Árbitro(s): Dario Di Giacinti                            | Árbitro(s): Dario Di Giacinti |

| 21 de febrero 18:30 | Rosario | 26 - 25 | Uruguay | cancha de Gimnasia y Esgrima de Rosario, Rosario, Argentina |  |
|                     |         | Reporte |         |                                                             |  |

### Cuarta Fecha
| 28 de febrero 18:15 | Córdoba | 17 - 16 | Rosario | cancha de Jockey Club Córdoba, Córdoba, Argentina |                                              |
|                     |         | Reporte |         | Árbitro(s): Victor Rabufetti Argentina (UER)      | Árbitro(s): Victor Rabufetti Argentina (UER) |

| 4 de abril 16:30 | Santa Fe | 19 - 12 | Uruguay | cancha de Club Universitario, Santa Fe, Argentina |  |
|                  |          | Reporte |         |                                                   |  |

### Quinta Fecha
| 8 de abril | Entre Ríos | 13 - 27 | Rosario | cancha de Club Atlético Estudiantes, Paraná, Argentina |  |
|            |            | Reporte |         |                                                        |  |

| 11 de abril 16:00 | Uruguay | 20 - 32 | Córdoba | cancha del Montevideo Cricket Club, Montevideo, Uruguay |  |
|                   |         | Reporte |         |                                                         |  |

| Bandera de la Provincia de Córdoba |
| Campeón Córdoba                    |
|                                    |